# Domvilla
Domvilla är ett juridiskt begrepp som innebär att ett grovt formellt fel i en dom eller beslut som meddelats av domstolen ändras av högre rätt. Den som vill klaga över domvilla ska göra detta skriftligen till hovrätt, om domen meddelats av tingsrätt eller annan myndighet. I annat fall till Högsta domstolen.

## Exempel
Domvillan kan bero på att domen drabbar en person som inte är part i målet som prövats eller på att rätten inte varit behörig att pröva målet. Den högre instansen kan undanröja underrättens dom. Undanröjs domen av annat skäl än att rätten varit obehörig eller annars inte bort ta upp målet till prövning, skall rätten samtidigt besluta att ny handläggning skall äga rum vid den rätt som meddelat domen.
NJA 1982 s. 775 utgör ett exempel på grovt rättegångsfel. "Sedan part sökt återvinning mot lagsökningsutslag och kallats till förhandling i återvinningsmålet, har parten till befattningshavare vid tingsrättens kansli uppgivit att han inte kunde komma till förhandlingen. TR:n har, utan att fatta något beslut med anledning av vad parten uppgivit, hållit förhandlingen på utsatt tid och, då parten inte inställt sig, meddelat tredskodom mot denne. TR:ns underlåtenhet att fatta beslut i frågan, huruvida förhandlingen skulle inställas eller ej, har ansetts utgöra rättegångsfel. Med utgångspunkt i antagandet att parten skulle ha inställt sig, om han fått besked om att förhandlingen inte skulle komma att inställas och särskilt med hänsyn till att något allmänt rättsmedel inte står till buds för part mot vilken tredskodom i mål om återvinning mot lagsökningsutslag givits, har felet ansetts vara sådant som avses i 59 kap 1 § 5 RB." Fullständigt referat kan läsa här. 

## Fotnoter
1. ↑  59 kap. rättegångsbalken (1942:740)
2. ↑   NJA 1982 s. 775 https://lagen.nu/dom/nja/1982s775